# Градина (Анкона)
Градина је насеље у Италији у округу Анкона, региону Марке.
Према процени из 2011. у насељу је живело 71 становника. Насеље се налази на надморској висини од 160 м.